# Jatihurip (Cisayong)
Jatihurip is een bestuurslaag in het regentschap Tasikmalaya van de provincie West-Java, Indonesië. Jatihurip telt 3002 inwoners (volkstelling 2010).